# 同和ビルヂング
同和ビルヂング（どうわビルヂング）は、かつて日本の大阪府大阪市北区西天満四丁目にあった建築物である。旧称は共同ビルヂング、共同火災ビルヂング。別称・通称は大阪共同ビルディング、同和火災ビルディングなど。

## 沿革
1906年（明治39年）6月7日に設立された共同火災海上保険株式会社が最初に本店を構えたのは、当時の東京市日本橋区新右衛門町15番地の地にあった創立事務所と称されるところであった。それは翌月の同年7月8日には同区槍物町5・6番地に移転し、1912年（大正元年）10月2日には同区本皮屋町4・5番地にあった三井第2号館に移転して、さらに1918年（大正7年）12月28日には同市京橋区出雲町2番地に移転したが、当時会社の株主には大阪の関係者が多かったので本店を大阪に移転させる議が起った。かくして会社は1919年（大正8年）2月15日をもって本店を大阪府大阪市北区曽根崎上二丁目96番地の地に移転させるに至った。
同地の社屋は当初、木骨コンクリート構造の地上2階建て、延床面積約440平方メートルの建物であったが、それは狭隘を告げ、然るに大阪市の都市計画によって敷地の一部が買収される運びとなった。そのため会社は隣接する用地を取得し、木骨鉄鋼コンクリート構造にして2階建ての規模をもつ4棟の仮社屋を建設して、1925年（大正14年）12月14日その本店を先述の地である大阪府大阪市北区曽根崎上二丁目48番地（現・大阪府大阪市北区西天満四丁目15番10号）に移転した。
然るに会社は創立30周年（1936年）を控え、同地における永久構造への建て替えを意図した。そうして1935年（昭和10年）2月1日起工され、同月8日地鎮祭が執行された。当時保険会社による不動産の保有に規制があったので、同年7月1日会社は建物を保有させるべく共同ビルヂング株式会社（合併後同和ビルヂング株式会社と改称）を設立した。工事は進捗して1936年（昭和11年）4月24日上棟式を迎え、同年9月14日竣工した。建物は共同ビルヂングと称されて、当初2階以下は貸室として飲食店などに供され、3階以上は会社に使用された。会社は同月28日をもって本店を建物に移転した。
大阪大空襲の際には若干の被害を受けるも破壊を免れた。
1944年（昭和19年）共同火災海上保険は横浜火災海上保険、神戸海上火災保険、朝日海上火災保険と合併し同和火災海上保険として発足したが、この際会社は本店を大阪市東区今橋二丁目19番地においたので建物は支店として使用される運びとなり、1946年（昭和21年）10月同和ビルヂングと改称された。会社は1948年（昭和23年）12月15日同和ビルヂング株式会社を吸収合併したので建物も所有するに至った。そして1949年（昭和24年）3月8日本店を建物に移転した。
建物は40年以上にわたって本店として使用されたが、会社は来る創立50周年に向けた記念事業として超高層建物への建て替えを決定したので1990年（平成2年）11月26日をもって大阪市中央区今橋二丁目3番16号に移転した。その後会社は見学会を催した上1991年（平成3年）これを取り壊して、跡地においては同和火災フェニックスタワー（現・あいおいニッセイ同和損保フェニックスタワー）を1995年（平成7年）竣工させた。

## 建築概要
鉄骨鉄筋コンクリート構造の地下2階、塔屋2階付地上7階建てにして敷地面積1,611.87平方メートル、建築面積836.69平方メートル、延床面積7,483.26平方メートルといった規模。近代式と称される様式。屋上には10基、玄関上には2基の不死鳥像が鎮座した。設計は曽禰中條建築事務所。施工は竹中工務店。